# Mehrstetten (Ballendorf)
Mehrstetten ist ein Ortsteil von Ballendorf im Alb-Donau-Kreis in Baden-Württemberg. Im Ort leben etwa 35 Einwohner.
Der Wohnplatz liegt circa zwei Kilometer nordnordwestlich von Ballendorf.

## Geschichte
Mehrstetten wird erstmals 1593 als „Marchstetten“ genannt.